# Pyrausta melaleucalis
Pyrausta melaleucalis is een vlinder van de familie van de grasmotten (Crambidae). De wetenschappelijke naam van deze soort is voor het eerst voorgesteld als Ennychia melaleucalis door Eduard Friedrich Eversmann in een publicatie uit 1852.
De soort komt voor in Rusland (Irkoetsk).